# نیان گائو

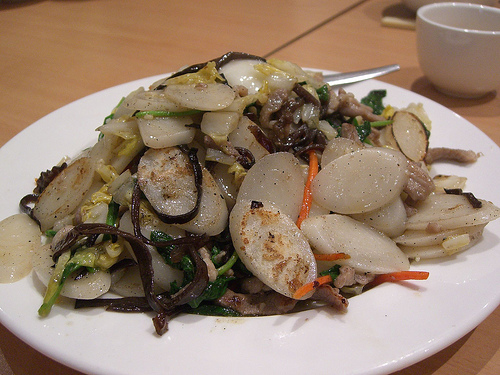
نیان گائو سبک شانگهای

نیان گائو یا کیک برنج یا کیک سال نو غذایی است که از برنج لزج ساخته می‌شود؛ این کیک به طور سنتی در طول سال نوی چینی پخت می‌شود. چینی ها خوردن نیان گائو را نماد کامیاری و خوشبختی می‌دانند زیرا نام نیان گائو متشابه با معنی "هر سال بالاتر و بالاتر"(چینی: 年糕 - 年高) است. هدیه دادن نیان گائو نیز در ایام عید چینی مرسوم است.

## نگارخانه

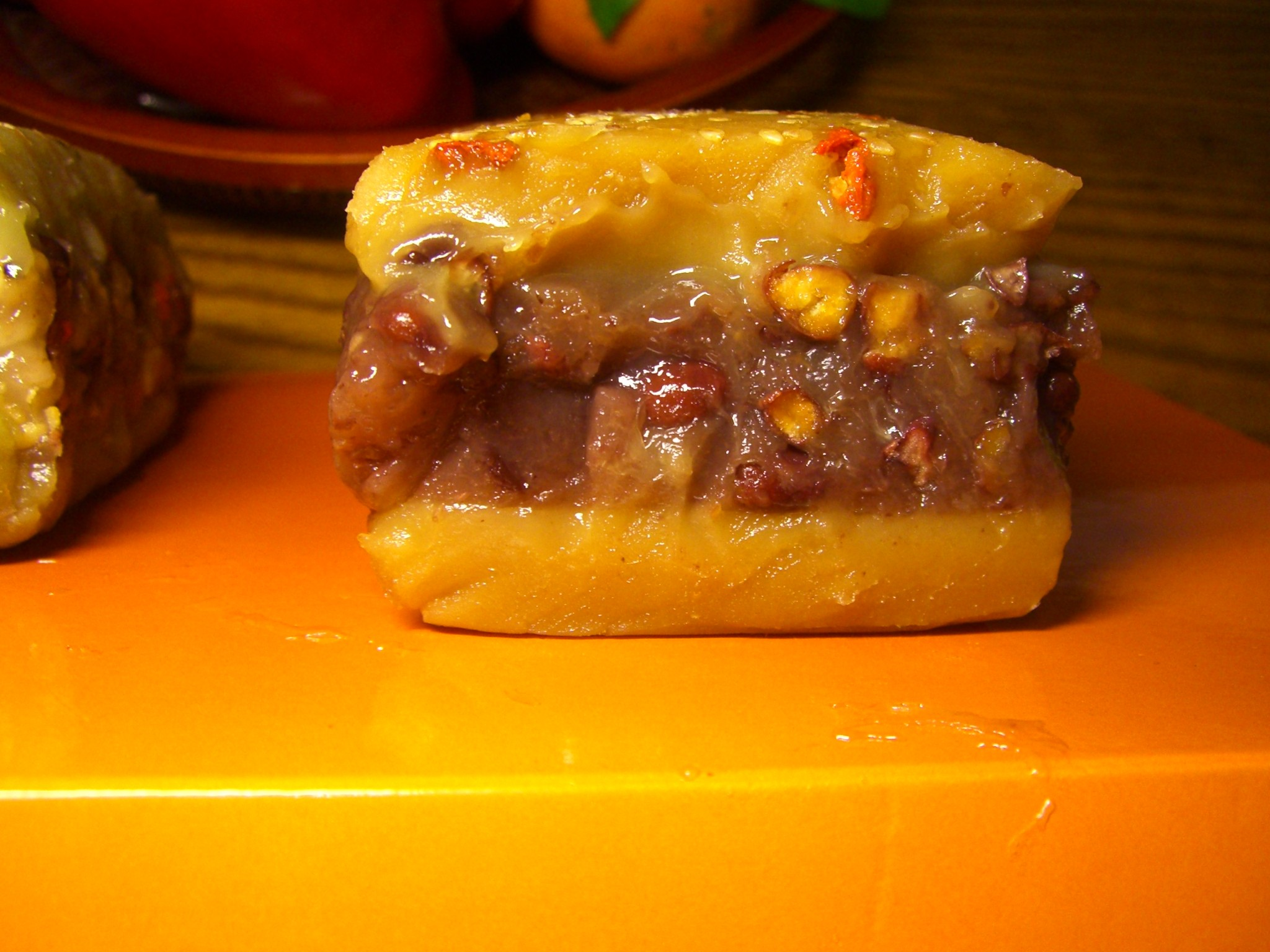